# Пет Тумі
Патрік Джозеф «Пет» Тумі (англ. Patrick Joseph «Pat» Toomey; нар. 17 листопада 1961, Провіденс, Род-Айленд) — американський політик. Сенатор США від штату Пенсільванія з 2010 року, представляв Пенсільванію у Палаті представників з 1999 по 2005. Член Республіканської партії.

## Біографія
У 1984 році отримав ступінь бакалавра з політології в Гарвардському університеті і працював у банківській сфері, у тому числі займався торгівлею валюти і цінними паперами.